# Régine Veronnet
Régine Veronnet, née le 15 novembre 1929 à Dijon, est une fleurettiste française.

## Carrière
Régine Veronnet est médaillée d'argent de fleuret par équipe aux Championnats du monde en 1953 à Bruxelles, en 1955 à Rome et en 1956 à Londres, ainsi que médaillée de bronze par équipe en 1954 à Luxembourg et en 1958 à Philadelphie. Elle est éliminée au premier tour de l'épreuve individuelle de fleuret des Jeux olympiques d'été de 1956 à Melbourne ; elle est éliminée en quarts de finale de cette épreuve ainsi que de l'épreuve de fleuret par équipe aux Jeux olympiques d'été de 1960 à Rome.
Sur le plan national, Régine Veronnet est sacrée championne de France de fleuret individuel dames en 1960.